# Fatutaka
Fatutaka ou Fatu Taka est une île isolée  inhabitée des Salomon située à l'est-sud-est des îles Santa Cruz, dans l'océan Pacifique Sud. Il s'agit de l'île la plus orientale du pays.